# Zelotes butarensis
Zelotes butarensis är en spindelart som beskrevs av FitzPatrick 2007. Zelotes butarensis ingår i släktet Zelotes och familjen plattbuksspindlar. Inga underarter finns listade i Catalogue of Life.